# Corabia
Corabia is een stad (oraș) in het Roemeense district Olt. De stad telt 20.457 inwoners (2002).
Stad met gemeentestatus: Slatina · Caracal

Steden zonder gemeentestatus: Balș · Corabia · Drăgănești-Olt · Piatra-Olt · Potcoava · Scornicești